# Paul Magloire
Paul Eugène Magloire (Cabo Haitiano, 19 de julho de 1907 - Porto Príncipe, 12 de julho de 2001) foi presidente do Haiti.

## Início da vida
Nasceu em 19 de julho de 1907, em Quartier-Morin, comuna de Cap-Haitien, no norte Departamento. Paul era filho de um general de alto escalão Eugene François Magloire e Marie-Philomene Mathieu. Ele frequentou o Lycee Philippe Guerrier. Em 18 de abril de 1936, casou-se com Yolette Leconte, descendente direta de Jean-Jacques Dessalines; o casamento durou até sua morte em 1981.

## Carreira militar
Em 1º de setembro de 1930, Paul se alistou no exército. Em 1935, encontrava-se em Cap-Haitien como subcomandante deste distrito militar, cargo que manteve até 1938, quando foi promovido ao posto de capitão e ao posto de comandante do mesmo distrito. Em 1941, ele foi transferido para Port-au-Prince como comandante da Penitenciária Nacional (também chamada Grand Prison). No ano seguinte, ele se formou na Faculdade de Direito de Port-au-Prince. Tornou-se chefe de polícia de Port-au-Prince em 1944. Em janeiro de 1946, a população se levantou contra o presidente Elie Lescot, que se viu em grande dificuldade em Port-au-Prince. Lescot viria a ser acusado por comissões parlamentares de ter usado fundos públicos para participar na Segunda Guerra Mundial ao lado dos Estados Unidos da América sem levar em conta a realidade cotidiana das massas haitianas ou os interesses do Haiti. Magloire, portanto, propõe ao presidente Élie Lescot entregar o poder a uma junta militar de 3 membros, incluindo o próprio Magloire, que ocupará o cargo de Ministro do Interior e Defesa Nacional, de 12 de janeiro a 16 de agosto de 1946, Coronel Franck Lavaud e Antoine Levelt.
Em agosto de 1946, Dumarsais Estimé foi eleito presidente do Haiti contra Dantès Louis Bellegarde. Magloire então se viu na oposição e criou o MOP (Mouvement Ouvrier Paysan). Em 1947, durante uma sessão parlamentar em Porto Príncipe, dois ministros do governo de Dumarsais Estimé informaram à comissão parlamentar de inquérito que a participação do Haiti na Segunda Guerra Mundial custou 20 milhões de dólares ao governo. Estado haitiano e gera apenas 1,5 milhão de dólares americanos após a liquidação de propriedades alemãs sequestradas no país. Magloire o destituiu com a ajuda de uma elite local e assumiu o poder. Em 1950, foi proclamado Coronel do Exército Haitiano.

## Presidência
Em maio de 1950, o coronel Franck Lavaud voltou provisoriamente ao poder com a missão de organizar eleições presidenciais para entregar o poder a um civil, e Magloire se juntou a ele. Em dezembro do mesmo ano, Magloire concorreu à presidência. A eleição foi a primeira na história do país em que todos os homens adultos tinham o direito de votar. Magloire venceu uma frágil coalizão de socialistas, comunistas e conservadores.
Durante o governo de Magloire, o Haiti tornou-se um ponto turístico para turistas americanos e europeus. Sua posição anticomunista também obteve recepção favorável do governo dos EUA. Além disso, enfatizou as obras públicas; as receitas da venda de café foram usadas para reparar cidades, construir estradas, prédios públicos e uma represa. Ele também supervisionou a instituição do sufrágio feminino.
Magloire gostava muito de uma vida social vívida, organizando inúmeras festas, eventos sociais e cerimônias. Pouco depois de chegar ao poder, em dezembro de 1950, emendou a Constituição para estabelecer, por referendo, um regime presidencialista republicano e rompeu com o parlamentarismo. Sua política consistentemente anticomunista foi apreciada e apoiada pelos Estados Unidos. Durante seu reinado, as ruas de Cap-Haitien foram asfaltadas, e os monumentos de Vertières, bem como as portarias de Barrière-Bouteille, foram construídos na entrada sul da capital. O resultado dessas medidas foi que o Haiti se tornou um dos destinos turísticos mais populares do Caribe.
A partir de 1954, a popularidade de Magloire caiu. Naquele ano, o furacão Hazel devastou o país, e os fundos destinados a fornecer alívio para a população eram frequentemente roubados antes que pudessem chegar aos necessitados.
Magloire não podia ser candidato à reeleição, porque o novo sistema político haitiano não permitia mais do que um único mandato para um presidente. Assim, em 12 de dezembro de 1956, o reinado de Magloire chegou ao fim.

## Exílio e morte
Tendo renunciado, Magloire fugiu do país em meio a greves e manifestações. A instabilidade política continuou no Haiti durante a maior parte dos oito meses seguintes, sem que nenhum indivíduo (militar ou civil) pudesse dominar. A instabilidade só terminou quando François Duvalier, que a maioria dos forasteiros confundiu com um intelectual não-mundano, alcançou o poder. Em 15 de outubro de 1957, cerca de um mês após Duvalier se tornar presidente, Magloire foi oficialmente condenado ao exílio e despojado de sua cidadania haitiana. A partir daí, o novo regime confiscou todas as propriedades de Magloire e seus irmãos, Arsène e Fernand; O próprio Magloire se estabeleceu em Nova York.
Em 1986, quando o filho e sucessor de Duvalier, Jean-Claude, perdeu o cargo, Magloire deixou Nova York e retornou ao Haiti. Dois anos depois, tornou-se conselheiro não oficial do exército, embora suas esperanças de recuperar a presidência nunca tenham sido cumpridas. Em 19 de julho de 1997, ele obteve a rara distinção de ser feito "Marechal do Haiti". Ele morreu, aos 93 anos, em 12 de julho de 2001. O governo haitiano concedeu-lhe um funeral de Estado.